# Róza Szenttamási
Róza Szenttamási (ur. 6 października 2003) – węgierska zapaśniczka walcząca w stylu wolnym. 
Piąta na mistrzostwach Europy w 2025. Trzecia na olimpijskim festiwalu młodzieży Europy w 2019. Trzecia na ME U-23 w 2025. Trzecia na MŚ juniorów w 2022. Druga na ME juniorów w 2021 i trzecia w 2023. Druga na ME kadetek w 2018 roku.